# Bonyhai Simon György
Bonyhai Simon György (Bonyha, 1673 – Marosvásárhely, 1737. szeptember 19.) református lelkész, az Erdélyi református egyházkerület püspöke 1728-tól haláláig.

## Élete
Atyja Simon János volt. 1683-tól a kolozsvári, 1688-tól a nagyenyedi kollegiumban tanult, ahol 1690-ben lépett felső osztályba. Fogarasi tanítóskodás után 1699-ben az odera-frankfurti egyetemre iratkozott be; 1701-től kezdve Angliában, Hollandiában és Németországban tett utazást. 1703-ban gróf Bethlen Miklós udvari papjaként szolgált, 1707-től Nagyszebenben, 1709-től Küküllőváron volt lelkész. A Küküllői Református Egyházmegye 1712-ben esperessé választotta, később az erdélyi egyházkerület jegyzője lett. 1728-tól református püspök lett.

## Munkái
- Justissima adorea piis manibus dni Franc. Paris-Papai. Claudipoli, 1717 (gyászvers Pápai Páriz Ferenc halálára)
- Házi kereszt, gróf Lázár Mária, gróf Bethlen Sámuel élete párjának halálára mondott beszéd. Kolozsvár, 1732
- Kegyes ember nyeresége. Kolozsvár, 1734 (halotti beszéd br. Wesselényi István neje gr. Bánffi Kata felett)
- Igazán vitézkedő s tusakodó keresztyén léleknek koronája. Uo. 1743 (halotti beszéd gr. Gyulai Ferencz felett, mely 1730. júl. 23. mondatott)